# Digitaria maitlandii
Digitaria maitlandii är en gräsart som beskrevs av Otto Stapf och Charles Edward Hubbard. Digitaria maitlandii ingår i släktet fingerhirser, och familjen gräs. Inga underarter finns listade i Catalogue of Life.